# Xaviers Wunschkonzert Live
Xaviers Wunschkonzert Live war eine Fernsehsendung, die im Jahr 2017 von Sky One ausgestrahlt wurde.

## Konzept
Pro Folge begrüßen der Musiker Xavier Naidoo und Sky-Moderatorin Esther Sedlaczek vier Gastmusiker. Jeder Gast sowie Naidoo stellen drei Lieder des eigenen Repertoires vor und nennen zwei weitere Liedwünsche, so dass insgesamt ein Pool aus 25 Liedern für den Abend bereitsteht. Vor jedem Auftritt wird ein Zuschauer ins Studio durchgestellt, der dann entscheidet, welches Lied als Nächstes gespielt wird. Naidoo trifft daraufhin die Entscheidung, welcher Interpret das besagte Lied singen soll. Vor dem Auftritt dürfen sich die Künstler nochmals kurz zurückziehen und gemeinsam mit dem Stimmtrainer Rüdiger Skoczowsky das Lied durchgehen. Nach allen Auftritten bestimmt das Studiopublikum den Gewinner der Sendung. Aus allen Anrufern wird ebenfalls ein Gewinner gewählt, bei dem ein Wohnzimmerkonzert nach Wahl der teilnehmenden Künstler stattfindet. Das Wohnzimmerkonzert wird im Rahmen der Sendung Dein Wunschkonzert von Sky 1 übertragen.
Die Show findet live in der Manufaktur im Mannheimer Hafenviertel statt. Im Studio finden rund 120 Gäste Platz. Begleitet werden die Sänger durch die Band The Wright Thing aus Heidelberg.
Auch nachdem Naidoo ab April 2017 wegen der Nähe seiner Liedtexte zu Rechtspopulisten, Verschwörungstheoretikern und Verfassungsfeinden erneut in die Kritik geraten war, hielt Sky weiter an der Sendung fest.

## Episoden

### Folge 1 (17. Februar 2017)
| Auswahl Doro Pesch 1. Warlock – All We Are 2. Warlock – Für immer 3. Doro Pesch – Ich will alles 1. Billy Idol – White Wedding 2. The Rolling Stones – Wild Horses Tom Gaebel 1. Tom Gaebel – The Cat 2. Tom Gaebel – Fly Me to the Moon 3. Tom Gaebel – Say Good to be Me 1. George Michael – Freedom! ’90 2. Billy Joel – Just the Way You Are Tim Bendzko 1. Tim Bendzko – Am seidenen Faden 2. Tim Bendzko – Keine Maschine 3. Tim Bendzko – Wenn Worte meine Sprache wären 1. Queen – Don’t Stop Me Now 2. Sinéad O’Connor – Nothing Compares 2 U Laith Al-Deen 1. Laith Al-Deen – Alles dreht sich 2. Laith Al-Deen – Bilder von dir 3. Laith Al-Deen – Was wenn alles gut geht? 1. Roy Orbison – Oh, Pretty Woman 2. Matthias Reim – Verdammt, ich lieb’ Dich Xavier Naidoo 1. Xavier Naidoo – Bei meiner Seele 2. Xavier Naidoo – Dieser Weg 3. Xavier Naidoo & RZA – Ich kenne nichts (das so schön ist wie du) 1. Herbert Grönemeyer – Bleibt alles anders 2. Reinhard Mey – Über den Wolken | Auftritte \| Titel \| Interpret \| \| ------------------------------------------ \| ----------------------------- \| \| Ich kenne nichts (das so schön ist wie du) \| Tim Bendzko \| \| The Cat \| Xavier Naidoo \| \| White Wedding \| Laith Al-Deen \| \| Für immer \| Laith Al-Deen & Xavier Naidoo \| \| Keine Maschine \| Laith Al-Deen \| \| Über den Wolken \| Tom Gaebel \| \| Verdammt, ich lieb’ Dich \| Tim Bendzko \| \| Was wenn alles gut geht? \| Doro Pesch \| \| Nothing Compares 2 U \| Doro Pesch & Xavier Naidoo \| Anmerkungen - Gewinnerin des Wohnzimmerkonzertes war Angela aus Itzehoe in Schleswig-Holstein. Sie entschied sich für ein Wohnzimmerkonzert mit Xavier Naidoo. Während des Konzertes hatte Laith Al-Deen einen Gastauftritt. |
| Titel | Interpret |
| Ich kenne nichts (das so schön ist wie du) | Tim Bendzko |
| The Cat | Xavier Naidoo |
| White Wedding | Laith Al-Deen |
| Für immer | Laith Al-Deen & Xavier Naidoo |
| Keine Maschine | Laith Al-Deen |
| Über den Wolken | Tom Gaebel |
| Verdammt, ich lieb’ Dich | Tim Bendzko |
| Was wenn alles gut geht? | Doro Pesch |
| Nothing Compares 2 U | Doro Pesch & Xavier Naidoo |

### Folge 2 (21. April 2017)
| Auswahl Cassandra Steen 1. Cassandra Steen – Kraft 2. Cassandra Steen feat. Adel Tawil – Stadt 3. Glashaus – Wenn das Liebe ist 1. Prince – Kiss 2. Aerosmith – Livin’ on the Edge Jürgen Drews 1. Jürgen Drews – Ein Bett im Kornfeld (Remix) 2. Jürgen Drews – Ich bau dir ein Schloß 3. The Les Humphries Singers – Mama Loo 1. Rod Stewart – Sailing 2. The Righteous Brothers – You’ve Lost That Lovin’ Feelin’ Max Mutzke 1. Max Mutzke – Can’t Wait Until Tonight 2. Max Mutzke – Schwarz auf Weiß 3. Max Mutzke – Welt hinter Glas 1. Radiohead – Creep 2. Billy Paul – Me and Mrs. Jones Henning Wehland 1. Sarah Connor & Henning Wehland – Bonnie & Clyde 2. Henning Wehland – Mein Leben ist der Wahnsinn 3. H-Blockx – Risin’ High 1. Red Hot Chili Peppers – Give It Away 2. Udo Lindenberg – Jonny Controlletti Xavier Naidoo 1. Söhne Mannheims – Guten Morgen 2. Xavier Naidoo – Halte durch 3. Söhne Mannheims – Und wenn ein Lied 1. Jackie Wilson – (Your Love Keeps Lifting Me) Higher and Higher 2. Rihanna – Love on the Brain | Auftritte \| Titel \| Interpret \| \| ---------------------------------------------- \| -------------------------------------------------------------- \| \| Stadt \| Jürgen Drews (Unterstützt von Cassandra Steen) \| \| Love on the Brain \| Max Mutzke \| \| Bonnie & Clyde \| Cassandra Steen & Max Mutzke \| \| Ein Bett im Kornfeld (Remix) \| Xavier Naidoo & Henning Wehland (Unterstützt von Jürgen Drews) \| \| Creep \| Cassandra Steen \| \| Livin’ on the Edge \| Jürgen Drews & Henning Wehland \| \| Und wenn ein Lied \| Jürgen Drews & Xavier Naidoo \| \| Can’t Wait Until Tonight \| Xavier Naidoo & Cassandra Steen \| \| (Your Love Keeps Lifting Me) Higher and Higher \| Xavier Naidoo \| \| Mama Loo \| Alle Künstler \| \| Außer Konkurrenz: \| \| \| Sailing \| Alle Künstler \| Anmerkungen - Zusammen mit Miriam aus dem Publikum sang Naidoo das Lied Die Biene Maja. - Gewinnerin des Wohnzimmerkonzertes war Claudia aus Kassel in Hessen. Sie entschied sich für ein Wohnzimmerkonzert mit Cassandra Steen. |
| Titel | Interpret |
| Stadt | Jürgen Drews (Unterstützt von Cassandra Steen) |
| Love on the Brain | Max Mutzke |
| Bonnie & Clyde | Cassandra Steen & Max Mutzke |
| Ein Bett im Kornfeld (Remix) | Xavier Naidoo & Henning Wehland (Unterstützt von Jürgen Drews) |
| Creep | Cassandra Steen |
| Livin’ on the Edge | Jürgen Drews & Henning Wehland |
| Und wenn ein Lied | Jürgen Drews & Xavier Naidoo |
| Can’t Wait Until Tonight | Xavier Naidoo & Cassandra Steen |
| (Your Love Keeps Lifting Me) Higher and Higher | Xavier Naidoo |
| Mama Loo | Alle Künstler |
| Außer Konkurrenz: | |
| Sailing | Alle Künstler |

### Folge 3 (23. Juni 2017)
| Auswahl Joel Brandenstein 1. Joel Brandenstein – Diese Liebe 2. Joel Brandenstein – Einer liebt immer mehr 3. Joel Brandenstein – Schwarzweiss 1. Tim Bendzko – In dein Herz 2. Rag ’n’ Bone Man – Skin Heinz Rudolf Kunze 1. Heinz Rudolf Kunze – Das Paradies ist hier 2. Heinz Rudolf Kunze – Dein ist mein ganzes Herz 3. Heinz Rudolf Kunze – Mit Leib und Seele 1. The Temptations – Papa Was a Rollin’ Stone 2. John Farnham – You’re the Voice Nicole 1. Nicole – Ein bißchen Frieden 2. Nicole – Flieg’ nicht so hoch, mein kleiner Freund 3. Nicole – Für die Seele 1. Johnny Logan – Hold Me Now 2. Adel Tawil – Ist da jemand Seven 1. Seven – Thank you Pain 2. Seven – Trick 3. Seven – Walking with You 1. Neil Young – Rockin’ in the Free World 2. Eric Clapton – Tears in Heaven Xavier Naidoo 1. Xavier Naidoo – 20.000 Meilen 2. Xavier Naidoo – Bevor du gehst 3. Xavier Naidoo – Was wir alleine nicht schaffen 1. Andreas Gabalier – Amoi seg’ ma uns wieder 2. David Bowie – Space Oddity | Auftritte \| Titel \| Interpret \| \| ------------------------------------------- \| ------------------------------------------ \| \| Rockin’ in the Free World \| Heinz Rudolf Kunze \| \| Diese Liebe \| Nicole \| \| Papa Was a Rollin’ Stone \| Xavier Naidoo & Seven \| \| 20.000 Meilen \| Joel Brandenstein \| \| Amoi seg’ ma uns wieder \| Heinz Rudolf Kunze, Xavier Naidoo & Nicole \| \| Dein ist mein ganzes Herz \| Xavier Naidoo \| \| You’re the Voice \| Seven (Unterstützt von Nicole) \| \| Tears in Heaven \| Xavier Naidoo & Seven \| \| Ist da jemand \| Joel Brandenstein & Nicole \| \| Ein bißchen Frieden \| Alle \| \| Außer Konkurrenz: \| \| \| Roxanne (Original: The Police) \| Rüdiger Skoczowsky \| \| Ain’t Nobody (Original: Rufus & Chaka Khan) \| Xavier Naidoo \| Anmerkungen - Bei Tears in Heaven durfte das Publikum abstimmen, wer das Lied interpretieren soll. Die Wahl fiel mit 43 % auf Naidoo. - Während der Abstimmphase wurde, für Naidoo überraschend, Moses Pelham bei Skype zugeschaltet, welcher sich von Naidoo Ain’t Nobody wünschte. - Gewinner des Wohnzimmerkonzertes war Claudio aus Beckum in Nordrhein-Westfalen. |
| Titel | Interpret |
| Rockin’ in the Free World | Heinz Rudolf Kunze |
| Diese Liebe | Nicole |
| Papa Was a Rollin’ Stone | Xavier Naidoo & Seven |
| 20.000 Meilen | Joel Brandenstein |
| Amoi seg’ ma uns wieder | Heinz Rudolf Kunze, Xavier Naidoo & Nicole |
| Dein ist mein ganzes Herz | Xavier Naidoo |
| You’re the Voice | Seven (Unterstützt von Nicole) |
| Tears in Heaven | Xavier Naidoo & Seven |
| Ist da jemand | Joel Brandenstein & Nicole |
| Ein bißchen Frieden | Alle |
| Außer Konkurrenz: | |
| Roxanne (Original: The Police) | Rüdiger Skoczowsky |
| Ain’t Nobody (Original: Rufus & Chaka Khan) | Xavier Naidoo |

### Folge 4 (8. September 2017)
| Auswahl Stefanie Heinzmann 1. Stefanie Heinzmann – Diggin’ in the Dirt 2. Stefanie Heinzmann – In the End 3. Stefanie Heinzmann – My Man Is a Mean Man 1. The Beatles – Can’t Buy Me Love 2. The Jackson Five – I Want You Back Lions Head 1. Lions Head – See You 2. Lions Head – True Love 3. Lions Head – When I Wake Up 1. Oasis – Don’t Look Back in Anger 2. Max Giesinger – Wenn sie tanzt Xavier Naidoo 1. Xavier Naidoo – Der Fels 2. Xavier Naidoo – Führ mich ans Licht 3. Xavier Naidoo – Wo willst du hin? 1. John Legend – All of Me 2. Bruce Hornsby & The Range – The Way It Is Pohlmann 1. Pohlmann – Gelassenheit 2. Pohlmann – Himmel und Berge 3. Pohlmann – Wenn jetzt Sommer wär 1. Coldplay – Clocks 2. Tracy Chapman – Mountains O’Things Joachim Witt 1. Witt/Heppner – Die Flut 2. Joachim Witt – Goldener Reiter 3. Joachim Witt – Ohne Dich 1. America – A Horse with No Name 2. Lana Del Rey – Summertime Sadness | Auftritte \| Titel \| Interpret \| \| ------------------------ \| ------------------------------------------------------- \| \| I Want You Back \| Stefanie Heinzmann \| \| Wenn sie tanzt \| Lions Head & Xavier Naidoo \| \| Can’t Buy Me Love \| Lions Head & Xavier Naidoo (Strophen) / Alle (Refrain) \| \| Goldener Reiter \| Xavier Naidoo & Pohlmann (Unterstützt von Joachim Witt) \| \| Summertime Sadness \| Joachim Witt \| \| True Love \| Stefanie Heinzmann \| \| Wo willst du hin? \| Pohlmann \| \| My Man Is a Mean Man \| Lions Head \| \| Clocks \| Pohlmann & Joachim Witt \| \| Don’t Look Back in Anger \| Pohlmann \| Anmerkungen - Die Auswahl von Goldener Reiter erfolgte durch den Fernsehmoderator Thomas Hermanns, der aus ein Bar in Berlin zugeschaltet wurde. - Gewinner des Wohnzimmerkonzertes war Sebastian aus Berghausen in Baden-Württemberg. Er entschied sich für ein Wohnzimmerkonzert mit Pohlmann. |
| Titel | Interpret |
| I Want You Back | Stefanie Heinzmann |
| Wenn sie tanzt | Lions Head & Xavier Naidoo |
| Can’t Buy Me Love | Lions Head & Xavier Naidoo (Strophen) / Alle (Refrain) |
| Goldener Reiter | Xavier Naidoo & Pohlmann (Unterstützt von Joachim Witt) |
| Summertime Sadness | Joachim Witt |
| True Love | Stefanie Heinzmann |
| Wo willst du hin? | Pohlmann |
| My Man Is a Mean Man | Lions Head |
| Clocks | Pohlmann & Joachim Witt |
| Don’t Look Back in Anger | Pohlmann |

### Folge 5 (6. Oktober 2017)
| Auswahl Thomas Anders 1. Modern Talking – Cheri, Cheri Lady 2. Thomas Anders – Sternenregen 3. Modern Talking – You’re My Heart, You’re My Soul 1. Ellie Goulding – Love Me like You Do 2. John Paul Young – Love Is in the Air Mandy Grace Capristo 1. Monrose – Hot Summer 2. Monrose – Shame 3. Mandy Capristo – The Way I Like It 1. Cro – Easy 2. Linkin Park – Numb Gregor Meyle 1. Gregor Meyle – Dann bin ich zuhaus 2. Gregor Meyle – Du bist das Licht 3. Gregor Meyle – Keine ist wie du 1. Charlie Winston – Like a Hobo 2. Keane – Somewhere Only We Know Xavier Naidoo 1. Xavier Naidoo – Alles kann besser werden 2. Söhne Mannheims – Geh davon aus 3. Xavier Naidoo – Seine Straßen 1. The Police – Every Breath You Take 2. Tears for Fears – Shout Kai Wingenfelder 1. Fury in the Slaughterhouse – Dance on the Frontline 2. Wingenfelder – Hey Cowboy 3. Fury in the Slaughterhouse – Radio Orchid 1. Audioslave – Be Yourself 2. Johnny Cash – Hurt | Auftritte \| Titel \| Interpret \| \| ------------------------------- \| ------------------------------------ \| \| Geh davon aus \| Gregor Meyle & Xavier Naidoo \| \| Like a Hobo \| Mandy Grace Capristo & Gregor Meyle \| \| Every Breath You Take \| Xavier Naidoo & Mandy Grace Capristo \| \| Cheri, Cheri Lady \| Xavier Naidoo & Kai Wingenfelder \| \| Somewhere Only We Know \| Kai Wingenfelder \| \| Du bist das Licht \| Thomas Anders \| \| Radio Orchid \| Thomas Anders \| \| You’re My Heart, You’re My Soul \| Gregor Meyle \| \| Keine ist wie du \| Mandy Grace Capristo \| \| Alles kann besser werden \| Kai Wingenfelder \| \| Love Is in the Air \| Thomas Anders & Xavier Naidoo \| \| Außer Konkurrenz: \| \| \| Ein Lied kann eine Brücke sein \| Xavier Naidoo \| Anmerkungen - In Gedenken an die kurz zuvor verstorbene deutsche Sängerin Joy Fleming eröffnete Naidoo außer Konkurrenz die Show mit Flemings Hit Ein Lied kann eine Brücke sein. - Die Auswahl von You’re My Heart, You’re My Soul erfolgte durch Tom Gaebel, der selbst Teil der ersten Sendung war. - Gewinner des Wohnzimmerkonzertes war Mario aus dem Schwarzwald. Er entschied sich für ein Wohnzimmerkonzert mit Gregor Meyle. |
| Titel | Interpret |
| Geh davon aus | Gregor Meyle & Xavier Naidoo |
| Like a Hobo | Mandy Grace Capristo & Gregor Meyle |
| Every Breath You Take | Xavier Naidoo & Mandy Grace Capristo |
| Cheri, Cheri Lady | Xavier Naidoo & Kai Wingenfelder |
| Somewhere Only We Know | Kai Wingenfelder |
| Du bist das Licht | Thomas Anders |
| Radio Orchid | Thomas Anders |
| You’re My Heart, You’re My Soul | Gregor Meyle |
| Keine ist wie du | Mandy Grace Capristo |
| Alles kann besser werden | Kai Wingenfelder |
| Love Is in the Air | Thomas Anders & Xavier Naidoo |
| Außer Konkurrenz: | |
| Ein Lied kann eine Brücke sein | Xavier Naidoo |

### Folge 6 (9. November 2017)
| Auswahl Stefanie Hertel 1. Stefanie Hertel – Dirndlrock 2. Stefanie Hertel – Über jedes Bacherl geht a Brückerl 3. Stefanie Hertel – Zwischen den Zeilen 1. Pink – So What 2. Roxette – Spending My Time Ivy Quainoo 1. Ivy Quainoo – Do You Like What You See 2. Ivy Quainoo – Who You Are 3. Ivy Quainoo – You Got Me 1. Lady Gaga – Bad Romance 2. Harry Styles – Sign of the Times Mic Donet 1. Mic Donet – Happy Again 2. Mic Donet – Losing You 3. Mic Donet – Morgen 1. Bob Marley – Could You Be Loved 2. Prince – Purple Rain Johnny Logan 1. Johnny Logan – Forever and a Day 2. Johnny Logan – Hold Me Now 3. Johnny Logan – It Is What It Is 1. Leonard Cohen – Hallelujah 2. Janis Joplin – Piece of My Heart Xavier Naidoo 1. Söhne Mannheims – Dein Glück liegt mir am Herzen 2. Xavier Naidoo – Mut zur Veränderung 3. Xavier Naidoo – Sie sieht mich nicht 1. Pharrell Williams – Happy 2. Peter Alexander – Die kleine Kneipe | Auftritte \| Titel \| Interpret \| \| ------------------------ \| ------------------------------------------------------------------------ \| \| Happy \| Mic Donet \| \| Could You Be Loved \| Xavier Naidoo \| \| Do You Like What You See \| Johnny Logan \| \| Hold Me Now \| Stefanie Hertel & Xavier Naidoo \| \| Dirndlrock \| Mic Donet, Xavier Naidoo & Ivy Quainoo (Unterstützt von Stefanie Hertel) \| \| Sie sieht mich nicht \| Johnny Logan \| \| Piece of My Heart \| Ivy Quainoo \| \| Purple Rain \| Mic Donet \| \| Bad Romance \| Stefanie Hertel \| \| Die kleine Kneipe \| Xavier Naidoo \| \| Hallelujah \| Alle \| \| Außer Konkurrenz: \| \| \| Nimm mich mit \| Xavier Naidoo \| Anmerkungen - Zu Beginn der Sendung präsentierte Naidoo außer Konkurrenz seine neue Single Nimm mich mit. - Die Auswahl von Purple Rain erfolgte durch den ehemaligen deutschen Fußballnationalspieler Gerald Asamoah, der zusammen mit Sedlaczek die Geschichte zwischen ihm und Naidoo während der Fußball-Weltmeisterschaft 2006 revue passieren ließ. Asamoah gewann auch das Wohnzimmerkonzert. |
| Titel | Interpret |
| Happy | Mic Donet |
| Could You Be Loved | Xavier Naidoo |
| Do You Like What You See | Johnny Logan |
| Hold Me Now | Stefanie Hertel & Xavier Naidoo |
| Dirndlrock | Mic Donet, Xavier Naidoo & Ivy Quainoo (Unterstützt von Stefanie Hertel) |
| Sie sieht mich nicht | Johnny Logan |
| Piece of My Heart | Ivy Quainoo |
| Purple Rain | Mic Donet |
| Bad Romance | Stefanie Hertel |
| Die kleine Kneipe | Xavier Naidoo |
| Hallelujah | Alle |
| Außer Konkurrenz: | |
| Nimm mich mit | Xavier Naidoo |

## Besonderheiten
- Der Titel Hold Me Now des irischen Sängers Johnny Logan stand zwei Mal zur Auswahl, einmal als Wunschtitel von Nicole und einmal von Logan selbst. In Folge 6 wurde er durch Stefanie Hertel und Xavier Naidoo interpretiert.

## Sampler
- 2017: Xaviers Wunschkonzert, Vol. 1 (Erstveröffentlichung: 31. März 2017)
- 2017: Xaviers Wunschkonzert, Vol. 2 (Erstveröffentlichung: 9. Juni 2017)
- 2017: Xaviers Wunschkonzert, Vol. 3 (Erstveröffentlichung: 25. August 2017)
- 2017: Xaviers Wunschkonzert, Vol. 4 (Erstveröffentlichung: 29. September 2017)
- 2017: Xaviers Wunschkonzert, Vol. 5 (Erstveröffentlichung: 3. November 2017)
- 2017: Xaviers Wunschkonzert, Vol. 6 (Erstveröffentlichung: 8. Dezember 2017)